# Leone Abbacchio
Leone Abbacchio (レオーネ・アバッキオ, Reōne Abakkio) es un personaje principal en la serie JoJo's Bizarre Adventure: Golden Wind.

## Apariencia
Abbacchio es un hombre alto y con un cuerpo esbelto. Sobre su cabeza lleva una especie de sombrero que le sirve como banda para el cabello. Tiene el cabello claro largo, dividiéndose en espigas que se inclinan hacia fuera o hacia arriba en cada extremo. También aparentemente se pinta los labios.
Su vestimenta consta de un largo y oscuro abrigo el cual no tiene solapa y con lazos que cruzan sobre su pecho descubierto; pantalones oscuros y unos zapatos negros. En su cinturón lleva una hebilla plateada/dorada con la letra "A".
Cuando era más joven, durante su servicio como policía, tenía el cabello corto, debido a su profesión.

## Personalidad
Leone Abbacchio es un miembro sombrío y bastante amargo pero dedicado del equipo de Bucciarati.
Como oficial de policía, él quería mantener las calles seguras y se comprometió a dar su vida en la búsqueda de la justicia. Sin embargo, la alta tasa de criminalidad entre los ciudadanos, su falta de gratitud y los muchos criminales que sobornaron para evitar el castigo erosionaron su sentido de la justicia y comenzó a aceptar sobornos, diciéndose a sí mismo que aún mantenía la paz en la ciudad. Sin embargo, cuando no arrestó adecuadamente al mismo hombre que lo sobornó porque temía que lo descubrieran como un policía corrupto, tuvo que presenciar a su compañero en la policía siendo asesinado para salvarlo. Despojado de su rango y, además, confrontando abiertamente que él era un criminal como cualquier otro, Abbacchio se volvió depresivo y finalmente se unió a Passione, ahora solo sintiéndose en paz cuando estaba con el justo Bruno Bucciarati.
Abbacchio es uno de los miembros más serios del Equipo Bucciarati. Fuera del grupo, es uno de los miembros más sensatos, que se toma en serio los objetivos y permite que muy poco lo entretenga. Entre las pocas veces que sonríe es por malestar a los demás (por ejemplo, reírse de las predicciones aparentemente absurdas de Giorno y preguntarle con humor a Illuso si había perdido algo después de haberle quitado con éxito la llave de Mr.President). Nunca participa en las payasadas de sus compañeros de equipo. Sin embargo, todavía participa con frecuencia en un puñado de conversaciones informales en grupo, especialmente durante el almuerzo. En múltiples ocasiones, Abbacchio se complacía en las conversaciones de Mista y Narancia a pesar de las temáticas aleatorias de los dos, insertando respuestas lógicas entre sus tonterías tangenciales (por ejemplo, hablar sobre qué usarían los vegetarianos o si la carne humana tendría buen sabor).
Durante las batallas,expresa un lado agresivo, mostrándolo en frecuentes amenazas verbales e insultos al hablar sobre y al enemigo.
Está muy dedicado a la misión de su grupo, con el objetivo de absolverse u olvidar su error pasado, y también lo hace como una forma de mantener su mente fuera de las memorias pasadas. Se dice que Abbacchio renunció a la vida después del incidente que terminó con su carrera, y que solo pudo dar su cuerpo como una especie de "soldado" para promover los objetivos de sus superiores. Además, considera que su capacidad para cumplir una misión dada es una fuente de honor y orgullo. Como tal, da prioridad a la realización de una misión antes que la vida de sus aliados, y muestra una disposición para dejar a Fugo a su suerte. Durante la pelea contra Illuso, él fácilmente cercena su propia mano derecha para darle a Giorno la llave de Mr.President, aceptando la muerte inminente casi inmediatamente antes de que Giorno lo salve.
Él envidia secretamente a las personas que son capaces de perseguir la justicia a pesar de las probabilidades en contra de ellos y de lo inútil que parece ser la justicia ante el dinero. Aunque Abbacchio admite que nunca pudo cumplir su sueño, el espíritu de su compañero corrige que siempre mantuvo su brújula moral incluso después de convertirse en un mafioso.
Es también una persona severa y desconfiada, teniendo la idea que la confianza debe ser ganada. Cuando Abbacchio conoce a Giorno, de manera solapada le ofrece al nuevo miembro una taza de té pero llena de su propia orina en cambio, como parte de una novatada atrevida. Durante su tiempo juntos, Abbacchio nunca deja de confrontar a Giorno y expresar su desprecio por el nuevo miembro. No solo sigue siendo muy crítico con cada acción y palabra de Giorno, sino que también se niega a mostrar a su Stand Moody Blues en acción delante de él, sin confiar en lo más mínimo que Giorno guarde el secreto de su Stand. Siendo algo orgulloso, Abbacchio promete golpear a Giorno después de que el miembro más joven demuestre constantemente su propio curso de acciones óptimas siempre que sus opiniones difieran. Pero, aunque desprecia a Giorno y lo maltrata de vez en cuando, nunca llega tan lejos como para golpearlo. A pesar de sí mismo, está impresionado por las acciones de Giorno. Por su parte, Giorno respeta a Abbacchio como alto miembro del equipo.
Cuando Abbacchio visita Pompeya, menciona que cuando era niño, solía caminar hasta allí desde Nápoles. Esto demuestra que él tenía un interés anterior en las ruinas.

## Habilidades
El Stand de Abbacchio se llama Moody Blues, el cual puede volver a recrear eventos que ocurren en un lugar determinado dentro del tiempo especificado por Abbacchio.

## Historia
Abbacchio es presentado a  Giorno parte de la Pandilla de Bucciarati junto con Narancia, Fugo y Mista se le muestra como alguien que no tenía mucho respeto hacia el protagonista, empezando por hacerle una novatada de mal gusto apenas se conocieron e incluso mencionando que no estaba dispuesto a mostrar su Stand mientras Giorno estaba alrededor, simplemente porque él era nuevo miembro y no confiaba en él.
Muestra la habilidad de su Stand mientras ayuda a Bucciarati a localizar al hombre que ataca a la pandilla en el bote que se dirigía hacia el tesoro oculto de Polpo.
Él, junto con Giorno y Fugo, es enviado a Pompeya para extraer una llave para el jefe. Es ahí donde Fugo es atacado por el miembro Illuso de La Squadra di Esecuzione, arrastrándolo al mundo de los espejos. Fugo entonces activa a su Stand, Purple Haze, que fue separado de su usuario a través del espejo. Abbacchio avisa a Giorno para que escape, ya que el poder de Purple Haze podría matarlos al instante a ambos. Giorno quiere ayudar a Fugo, pero Abbacchio es inflexible para dejarlo ya que tienen que obtener la clave, independientemente de sus sentimientos de querer ayudar a Fugo. Abbacchio va para conseguir la llave mientras que Giorno se queda, mientras que los dos están separados, Illuso ataca a Abbacchio tirándolo al mundo del espejo, pero de sorpresa, Abbacchio se había sustituido por Moody Blues. Antes de derrotarlo, Illuso empuja a la mitad de Moody Blues y tira de la mitad de Abbacchio, impidiendo que él y su Stand atacar. En un movimiento de desesperación, Abbacchio toma la llave, corta su propia mano y utiliza a Moody Blues para rebobinar los movimientos de su mano de nuevo a donde está Giorno. Illuso se empieza a burlar de Abbacchio, debido a que Giorno se quedó mirando la llave en lugar de huir con ella. Después de que Illuso es derrotado por Giorno y Fugo, Abbacchio pierde la conciencia deseando que Giorno aprenda de sus acciones. Bucciarati más tarde junta la mano de Abbacchio de nuevo con el uso de Sticky Fingers.
Abbacchio está presente en algunos ataques por parte del escuadrón de asesinato. Después de que Bucciarati se encuentra y enfrenta al Jefe, declara que se encargara de proteger a Trish, pero cualquiera que decida acompañarlo en adelante, será etiquetado como un traidor de los Passione. Abbacchio sube al barco diciendo "Soy un hombre sin dónde ir, he estado en muchos lugares de este país, pero el único lugar en el que me he sentido en paz ... es solo contigo". Todo el mundo, a excepción de Fugo, se une a Bucciarati.
Después de intentar usar sus poderes de Stand para repetir los eventos que conducen a una foto que tiene la hija del jefe, Abbacchio es asesinado por el Stand del Jefe que, con un solo golpe, logró atravesarlo en el estómago. Se muestra después, como se une al espíritu de su viejo compañero de policía que le demuestra que no tiene un rencor hacia él y ya lo había perdonado.

## Otras apariciones

### Videojuegos

#### JoJo's Bizarre Adventure: Heritage for the Future
Abbacchio aparece como uno de los ocho personajes disponibles en el videojuego. Aparece disponible durante la segunda batalla de Illuso en el modo SUPER STORY y algunos capítulos en ANOTHER STORY.
En el videojuego, Abbacchio sólo puede atacar con golpes y patadas regulares, ya que no tiene ataques reales. Cuando activa a Moody Blues, su Stand posee ataques más fuertes y puede ser usado para defenderse. La habilidad especial de Moody Blues permite a Abbacchio registrar todos los movimientos realizados por el jugador, sin embargo, Moody Blues se congelará por un tiempo mientras registra todos los movimientos. Si tiene éxito, cuando Abbacchio reactive la misma habilidad, Moody Blues "jugará" todos esos movimientos, dando al jugador una gran oportunidad de hacer combos. Los movimientos grabados permanecerán "guardados" hasta que Abbacchio vuelva a usar la capacidad de grabación.
Aparte de ser un personaje disponible sólo en la batalla contra Illuso, a diferencia de Narancia y Bucciarati, cuya muerte aparece antes o después de que el capítulo sea despejado, la muerte de Abbacchio posee un capítulo completamente animado en el modo STORY MODE.

#### JoJo's Bizarre Adventure: All Star Battle
Abbacchio aparece en el videojuego como un personaje explicativo en el menú, siendo el guía del jugador durante el modo BGM VIEW. Se lo representa usando a Moody Blues cada vez que el jugador desea escuchar el audio y la banda sonora del videojuego. Aquí es el único miembro de la Pandilla de Bucciarati que no está disponible para los jugadores.

#### JoJo's Bizarre Adventure: Eyes of Heaven
A pesar de que nuevamente no es un personaje disponible, Abbacchio aparece en una escena del manga en el capítulo 2 y también se ve en el final del modo historia.
En una entrevista con Hiroshi Matsuyama, se afirmó que Abbacchio, y otros 119 personajes, estaban originalmente planeados para estar incluidos en el videojuego. Al parecer, Abbacchio llegó hasta la etapa de prueba beta, pero el equipo de programación tuvo problemas para hacer que la habilidad de Moody Blues lograra reproducir los movimientos implementados de sus adversarios en el videojuego.